# Лісандра (дочка Птолемея I)
Лісандра (дав.-гр. Λυσάνδρα; III століття до н. е.) — македонська аристократка, дочка Птолемея I Сотера, дружина македонського басилевса Александра V. Після смерті першого чоловіка вийшла заміж за Агафокла, сина Лісімаха. Після страти чоловіка втекла до Селевка I Нікатора та благала про помсту, це стало приводом для останньої війни діадохів. По одній з версій, третім шлюбом вийшла заміж за брата віфінського басилевса Нікомеда I.

## Походження і перший шлюб
Батьки Лісандри були нащадками знатних македонських аристократичних родів. Її батьком був діадох Птолемей Лагід, який при розпаді держави Александра встановив свою владу над Єгиптом і сусідніми територіями, а з 306/305 року до н. е. носив титул басилевса. Цей монарх був тричі одружений і мав безліч дітей. Лісандра була дочкою від другої дружини Еврідіки, дочки Антипатра, регента Македонії в 321—319 роках до н. е. В тому ж шлюбі народилися ще одна дочка, Птолемаіда, дружина Деметрія Поліоркета і син Птолемей Керавн. Імовірно, в цьому шлюбі народилися ще сини Аргей і Мелеагр. Пізніше Птолемей Лагід одружився з Беренікою, яка народила йому ще одного сина (теж Птолемея) і двох дочок, Арсіною (дружину Лісімаха) і Філотеру.
Першим шлюбом вона була одружена зі своїм двоюрідним братом Александром, сином діадоха Кассандра. У серпні 297 року до н. е. її чоловік став басилевсом Македонії. Проте, через три роки він був убитий за наказом Деметрія Поліоркета. Після смерті чоловіка Лисандрі довелося втекти в сусідню Фракію, де правив Лісімах — ворог Деметрія. За іншою версією вона повернулася в Єгипет до батька.

## Дружина Агафокла
Другим шлюбом Лісандра стала дружиною Агафокла, сина діадоха Лісімаха. Згідно Павсанію це сталося після того, як Лісімах повернувся з гетского полону, приблизно у 292 році до н. е. Також давній автор стверджував, що на момент одруження Лісімаха з Арсіноєю в Агафокла вже були діти від Лісандри. Однак, згідно з Плутархом, батько і син одночасно одружилися з дочками Птолемея близько 300 року до н. е. Намагаючись вирішити цю суперечність, американська дослідниця Грейс Макурді висловила думку, що подвійне весілля була запланована, але не відбулася, і тоді одружився тільки Лісімах на Арсіної. Також висловлювалися думки, що Агафокл міг бути двічі одруженим і першою його дружиною могла бути, невідома на ім'я дочка Птолемея Лагіда. Або ж у єгипетського басилевса було дві дочки на ім'я Лісандра та Агафокл був послідовно на них одружений. Дослідник Кріс Беннетт пояснював суперечність помилкою давніх джерел. На його думку, була тільки одна Лісандра, яка вийшла заміж за Агафокла наприкінці 290-х років до н. е.
Чоловік Лісандри Агафокл, як старший син, мусив наслідувати батьку. Однак Арсіноя хотіла, щоб державу успадкували її діти, тому вона інтригувала проти Агафокла. Прислухавшись до умовляння дружини, Лісімах вирішив позбутися старшого сина. Спочатку Агафокла кинули до в'язниці, а потім його власноруч убив єдинокровний брат Птолемей Епігон, старший син Арсіної. Після вбивства Агафокла в країні почалися репресії щодо його прихильників. Тому Лісандра разом з дітьми, братом Птолемеєм Керавном і братом чоловіка Александром втекли до Вавилону, де тоді перебував Селевк I Нікатор. Вигнанці благали царя помститися Лісімаху.
Античний автор Аппіан Александрійський називав місцем прибуття вигнанців стародавнє місто Вавилон на Євфраті, проте історик Станіслав Смирнов вказував, що, на той момент, Вавилоном і східними сатрапіями керував син Селевка — Антіох. Смирнов вважав розповідь про зустріч вигнанців із Селевком у Вавилоні проявом «пізнішого уявлення про царя Селевка як про володаря Азії».
В той час між останніми діадохами були напружені відносини, і Селевк скористався приводом для того, щоб почати нову війну. Лісімаха було вбито під час битви при Курупедионі, і його держава була захоплена Селевком. Згідно Павсанію, в той час Лісандра перебувала у свиті Селевка. Після довгих умовлянь, вона погодилася дозволити синові Лісімаха Александру поховати тіло свого батька. Більше вона не згадується в античних джерелах. Історик Хелен Лунд вказувала, що події пов'язані зі смертю Лісімаха схожі на легенду та літературну умовність. Епізод з випрошуванням Александром тіла батька нагадує історію з похованням Полініка або аргівських воїнів у «Благальницях» Еврипіда.
Діти Лісандри та Агафокла згадувалися лише один раз у джерелах, їхні імена невідомі. Висловлювалося припущення, що їхній старший син міг бути названий Лісімахом на честь діда. Дослідник Бредфорд Уеллс вважав що цей Лісімах був батьком династа Птолемея Тельмеського. Історик Гайнц Гайнен відзначав, що немає доказів існування у Лісандри та Агафокла нащадків чоловічої статі, а династа вважав сином діадоха Лісімаха та Арсіної.

## Після вбивства Селевка
Вільямом Тарном була запроваджена гіпотеза, пізніше підтримана іншими істориками, що Лісандру з дітьми вбили наближені Селевка, після того, як останній був убитий Птолемеєм Керавном. Іншої думки дотримувався Огюст Буше-Леклерк, який вважав, що після вбивства Селевка Лісандра жила в державі Селевкідів як приватна особа. Український дослідник Андрій Зелінський вважав, якщо Птолемей Керавн заздалегідь спланував вбивство Селевка, то він міг попередньо відіслати сестру з дітьми. Птолемей Керавн міг планувати використовувати родичів в подальшій політичній грі.
Зелінський, спираючись на малопоширений варіант прочитання уривка з Юстина, запропонований Якобом Гроновієм, припустив, що під час встановлення дружніх відносин з басилевсом Нікомедом I, Птолемей Керавн відправив Лисандру з дітьми до віфінського двору. Принцеса могла вийти заміж за одного з братів Нікомеда I. На думку дослідника, її донькою або ж онукою могла бути принцеса Лісандра. Зелінський вважав помилковими відомості Флавія Арріана, який називав принцесу дочкою Нікомеда I та Дітізели.
Також, після смерті брата, Лісандра могла сприяти встановленню дружніх стосунків між віфінським басилевсом і новим правителем Македонії — її двоюрідним братом Антигоном II Гонатом. Померла Лісандра під час царювання Нікомеда I, так як після смерті правителя, його брат одружився зі своєю невісткою — Етазетою.